# Nowa wściekła pięść
Nowa wściekła pięść (oryg. tytuł Xin jing wu men) – hongkońsko–chiński dramatyczny film akcji z 1976 roku w reżyserii Lo Wei.
Film zarobił 456 787 dolarów hongkońskich w Hongkongu.

## Fabuła
Brat i siostra uciekają z Szanghaju do okupowanego przez Japończyków Tajwanu, by zamieszkać z dziadkiem prowadzącym szkołę Kung-fu. Mistrz japońskiej szkoły walki chce przejąć kontrolę nad wszystkimi szkołami na wyspie. Zabije nawet dziadka rodzeństwa. Wola odbudowania przez rodzeństwo szkoły przyczyni się do ostatecznej bitwy z japońskim mistrzem.

## Obsada
Źródło: Filmweb
- Jackie Chan – A Lung
- Nora Miao
- Lo Wei
- Yin-Chieh Han
- Siu Siu Cheng
- Sing Chang